# سوزوکی دیزایر
سوزوکی دیزایر (انگلیسی: Suzuki Dzire) یک خودروی سدان کامپکت است که توسط سوزوکی برای بازار هند طراحی و ساخته شده است. این خودرو از سال ۲۰۰۸ تا کنون در هند تولید می‌شود.